# Laura Adani
Laura Adani (Modena, 7 ottobre 1913 – Torino, 30 agosto 1996) è stata un'attrice italiana.

## Biografia
Quartogenita del commerciante Alberto Adani e di Pia Capri, sin da piccola dimostrò una certa predilezione per la recitazione. Aveva un fratello, Giorgio, nato nel 1909, e due sorelle maggiori: la prima, Lena Adani, sposò l'attore Ernesto Sabbatini, l'altra (Efrem) sposò un impresario teatrale. Nel 1928, appena quindicenne, venne presentata dal cognato Ernesto a Tatiana Pavlova, e nella sua Compagnia debuttò in ruoli da generica, facendosi immediatamente apprezzare. Attrice dotata di grande temperamento, negli anni trenta diventò fra le più importanti interpreti del  teatro italiano. Nella stagione 1930-1931 venne scritturata da Mario Mattoli nella sua Compagnia Teatrale Za-Bum (per la precisione la n. 9) e figurò come unica presenza femminile nel cast del dramma bellico I rivali, accanto a Vittorio De Sica.

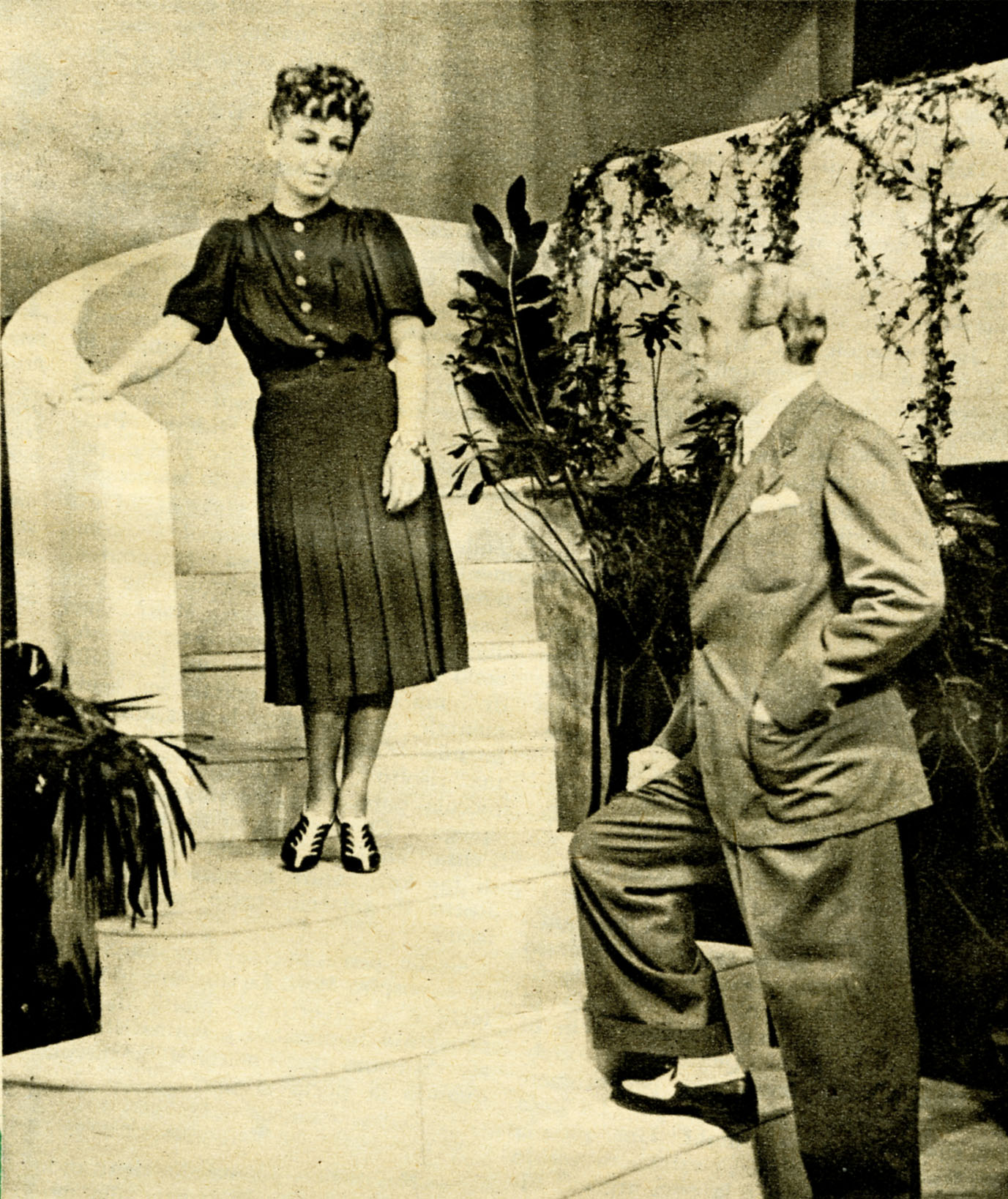
Laura Adani e Renzo Ricci nella commedia teatrale Noi giovani di Giuseppe Adami, 1938

Nella stagione 1932-1933 recitò nella Compagnia degli Spettacoli Gialli diretta da Romano Calò. Già dalla stagione seguente (la 1934-1935) passò a ruoli più impegnativi  accanto ad attori come Luigi Cimara e Umberto Melnati, ma raggiunse il definitivo status di prima donna dal 1935-1936 con Renzo Ricci, accanto al quale affrontò i ruoli più significativi della sua carriera, anche in molte tragedie shakespeariane e dannunziane, fra cui Ofelia nell'Amleto,  Giulietta in Romeo e Giulietta, Caterina ne Bisbetica domata, Margherita Gauthier e la Mila di Codra de La figlia di Jorio, diretto nel 1942 da Guido Salvini, oltre ad affrontare testi di altri autori italiani quali Ho sognato il paradiso, scritto da Guido Cantini e portato in scena nella stagione 1942-1943.
Nella seconda parte degli anni quaranta e per tutti gli anni cinquanta si dimostrò attrice espressiva ed estremamente versatile, esibendosi in copioni di autori contemporanei quali Erskine Caldwell e John Kirkland (La via del tabacco), Marcel Achard (Adamo) Jean Cocteau (La macchina da scrivere), Armand Salacrou, Georges Feydeau e, tra gli italiani, Luigi Pirandello (Ma non è una cosa seria, con Ernesto Calindri e Tino Carraro, del 1944) Eduardo De Filippo, Corrado Alvaro e Carlo Goldoni (La vedova scaltra, del 1953) sotto la direzione di registi importanti come Luchino Visconti, Luigi Squarzina e tanti altri.
Anche negli anni sessanta si cimentò in testi di estrema difficoltà come in Giorno d'ottobre di Georg Kaiser diretto da Paolo Grassi accanto a Vittorio Gassman, a Pick-up-girl di Shelley, diretta da Giorgio Strehler, arrivando a Oh papà, povero papà, la mamma ti ha appeso nell'armadio e io mi sento tanto triste di Arthur Kopit, diretto nel 1964 da Mario Missiroli, quindi in Giorni felici di Samuel Beckett diretto da Roger Blin nel 1965, quest'ultimo portato anche in tournée negli Stati Uniti d'America, culminato con il trionfo della prima messinscena diretta da Maurizio Scaparro, La Venexiana, commedia di anonimo veneziano del XVI secolo, del 1966 (che vent'anni dopo, verrà trasposta con successo sul grande schermo da Mauro Bolognini).
Nella stagione 1967-1968 recitò insieme a Gigi Proietti, Marisa Belli e Paila Pavese nello spettacolo La Celestina di Fernando de Rojas, sotto la direzione di Antonio Calenda. La sua ultima apparizione sul palcoscenico risalì al 1981, con la commedia Divorziamo di Victorien Sardou, diretta da Lorenzo Salveti, ripresa anche dalla televisione. Attrice essenzialmente teatrale, nel cinema la sua presenza fu assai saltuaria con soltanto undici film interpretati tra il 1933 e il 1979, nonostante i suoi primi ruoli fossero stati piuttosto rilevanti. Debuttò a 27 anni i  Aria di paese, accanto a un altro debuttante, il comico Erminio Macario. Nello stesso anno girò anche  Il treno delle 21,15 di Amleto Palermi, una delle prime pellicole italiane del genere giallo. Tra questo film e il successivo passarono sei anni, quindi tornò da protagonista nel musicale Torna caro ideal!, diretto da Guido Brignone nel 1939.
Partecipò in seguito a qualche altro film di minor conto, con l'eccezione di Arrangiatevi (1959) di Mauro Bolognini, insieme con Totò (trasposizione cinematografica della commedia in vernacolo fiorentino Casa nova... vita nova, scritta da Vinicio Gioli nel 1956), nel quale ebbe il ruolo della moglie del protagonista (Peppino De Filippo) costretta suo malgrado ad accettare, a causa della difficoltà nel trovare alloggi, di trasferirsi in una ex casa di tolleranza diventata rispettabile subito dopo l'entrata in vigore della Legge Merlin.
In televisione recitò in molte commedie adattate, fra cui La fine della signora Cheyney (1958), tratto da Lonsdale e La Pisana (1960) da Ippolito Nievo, entrambi diretti da Giacomo Vaccari. Apparve nell'originale Il grande statista (1962) diretto da Luigi Squarzina, e poi fece parte del nutrito cast dello sceneggiato Melissa (1966) da Francis Durbridge, diretto da Daniele D'Anza. Fra le sue ultime apparizioni ci sono i due episodi della serie Racconti italiani di Dino Buzzati, Otto donne diretto da Mario Ferrero e La giacca stregata diretto da Massimo Franciosa, entrambi del 1969, quindi, molto più tardi, nella già citata commedia Divorziamo da Victorien Sardou, ripresa direttamente sul palcoscenico.
Entrò nell'alta aristocrazia milanese dopo il matrimonio, avvenuto il 2 dicembre 1947, con il duca Luigi Visconti di Modrone, fratello del celebre regista Luchino e ne rimase vedova vent'anni dopo. Si risposò una seconda volta nel 1969 con l'ammiraglio Ernesto Balbo Bertone, conte di Sambuy, duca di Nocera. Con il secondo marito andò a vivere in una villa ai piedi della collina di Torino, dove poi morì. È sepolta nel cimitero di Chieri.

## Filmografia

### Cinema

Laura Adani con Totò e Achille Majeroni in Arrangiatevi

- Aria di paese, regia di Eugenio De Liguoro (1933)
- Il treno delle 21,15, regia di Amleto Palermi (1933)
- Torna caro ideal, regia di Guido Brignone (1939)
- L'orizzonte dipinto, regia di Guido Salvini (1941)
- L'amico delle donne, regia di Ferdinando Maria Poggioli (1943)
- Arrangiatevi, regia di Mauro Bolognini (1959)
- Vento del Sud, regia di Enzo Provenzale (1959)
- Le massaggiatrici, regia di Lucio Fulci (1962)
- Amore mio aiutami, regia di Alberto Sordi (1969)
- Borsalino, regia di Jacques Deray (1970)
- Il lupo e l'agnello, regia di Francesco Massaro (1979)

### Televisione
- La pisana, regia di Giacomo Vaccari (1960) - miniserie TV
- Giallo club - Invito al poliziesco, regia di Guglielmo Morandi (1961) - serie TV
- Gli addii, regia di Edmo Fenoglio (1961) - film TV
- Melissa, regia di Daniele D'Anza (1966) - serie TV
- Otto donne di Robert Thomas, regia di Mario Ferrero (1969)

## Teatro
- Giorno di nozze, di Édouard Bourdet, Milano, Teatro Nuovo, 9 giugno 1944.
- La macchina da scrivere di Jean Cocteau, regia di Luchino Visconti, prima al Teatro Eliseo di Roma il 2 ottobre 1945.
- Croque-monsieur di Marcel Mithois, regia di Daniele D'Anza, stagione teatrale 1964/1965.
- La Celestina, di Fernando de Rojas, regia di Antonio Calenda, Positano, 14 luglio 1967.

## Prosa radiofonica EIAR
- Il testimone silenzioso, di Jacques De Leon e Jacques Celestin, trasmessa il 26 febbraio 1933.